# Plourin
Plourin (en bretó Plourin-Gwitalmaze) és un municipi francès, situat a la regió de Bretanya, al departament de Finisterre. L'any 2006 tenia 1.208 habitants.

## Demografia
| 1962                                       | 1968 | 1975 | 1982 | 1990 | 1999 | 2006  |
| ------------------------------------------ | ---- | ---- | ---- | ---- | ---- | ----- |
| 1125                                       | 978  | 851  | 889  | 895  | 983  | 1.208 |
| Des de 1962: població sense dobles comptes |      |      |      |      |      |       |

## Administració
| Període | Identitat         | Partit        |
| ------- | ----------------- | ------------- |
| 1989-   | Antoine Corolleur | Divers droite |

## Galeria d'imatges

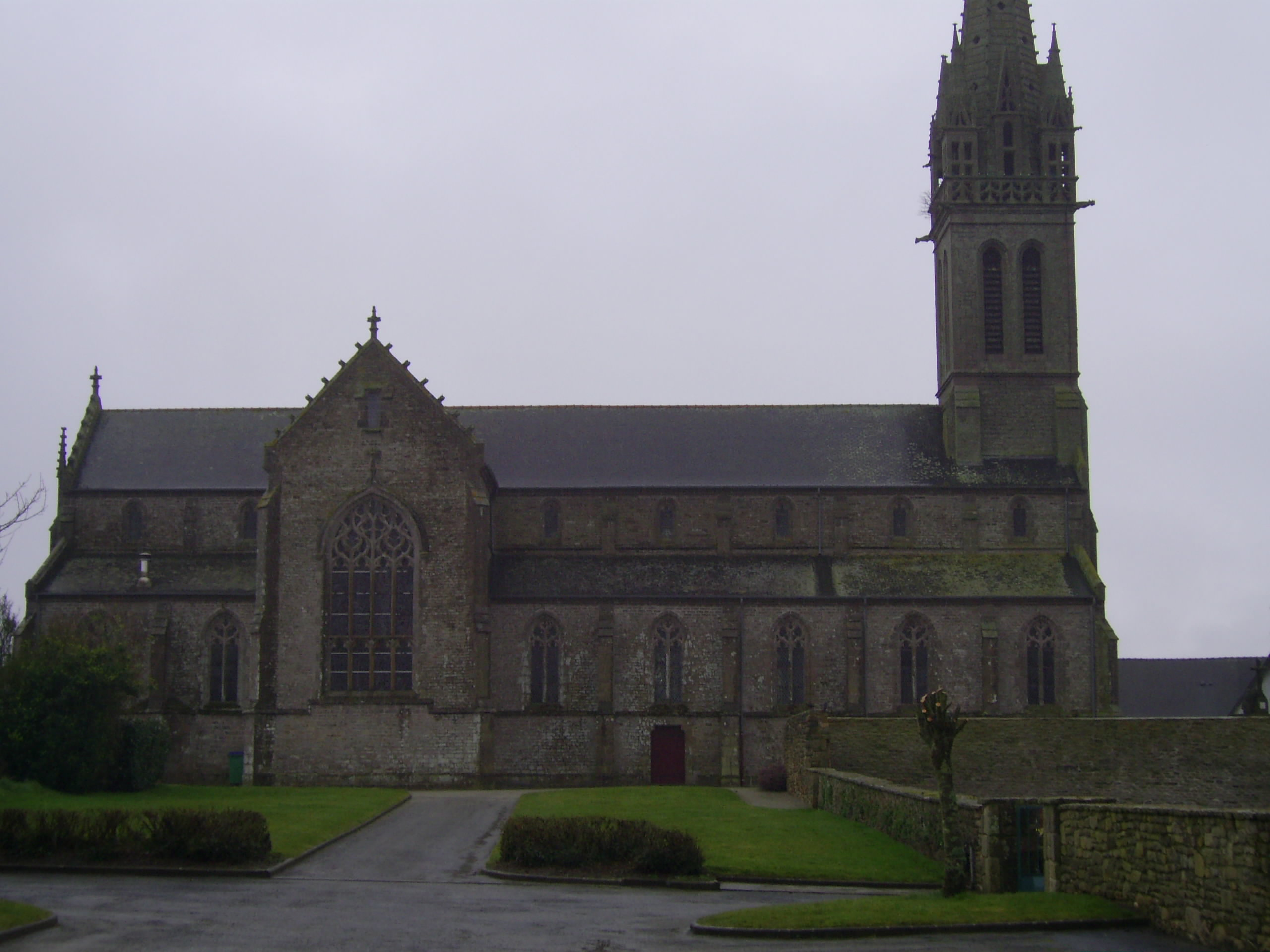
L'església vista des de la rue du Tumulus
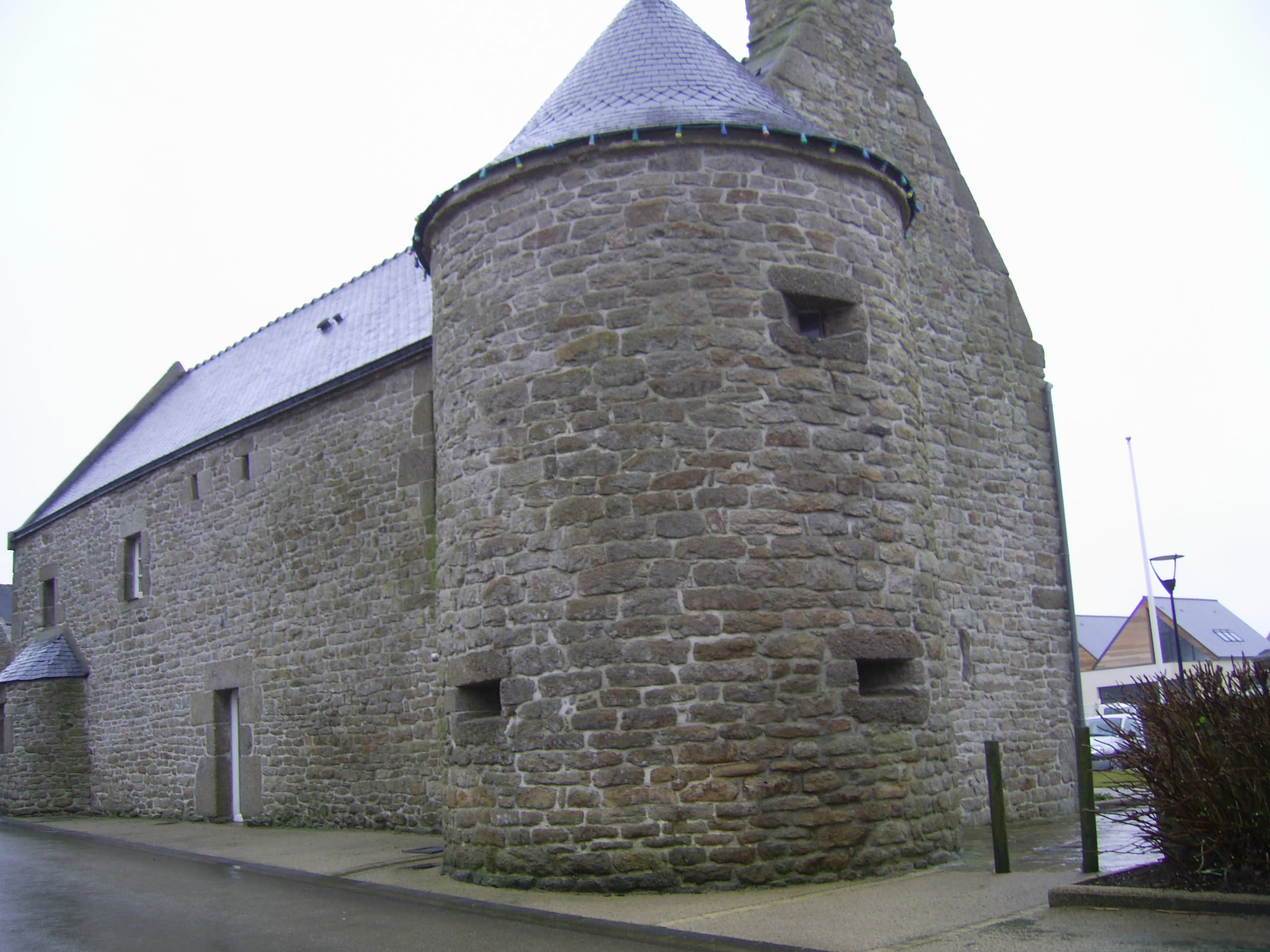
Darrera l'alcaldia vista des de la rue de Kergroadès
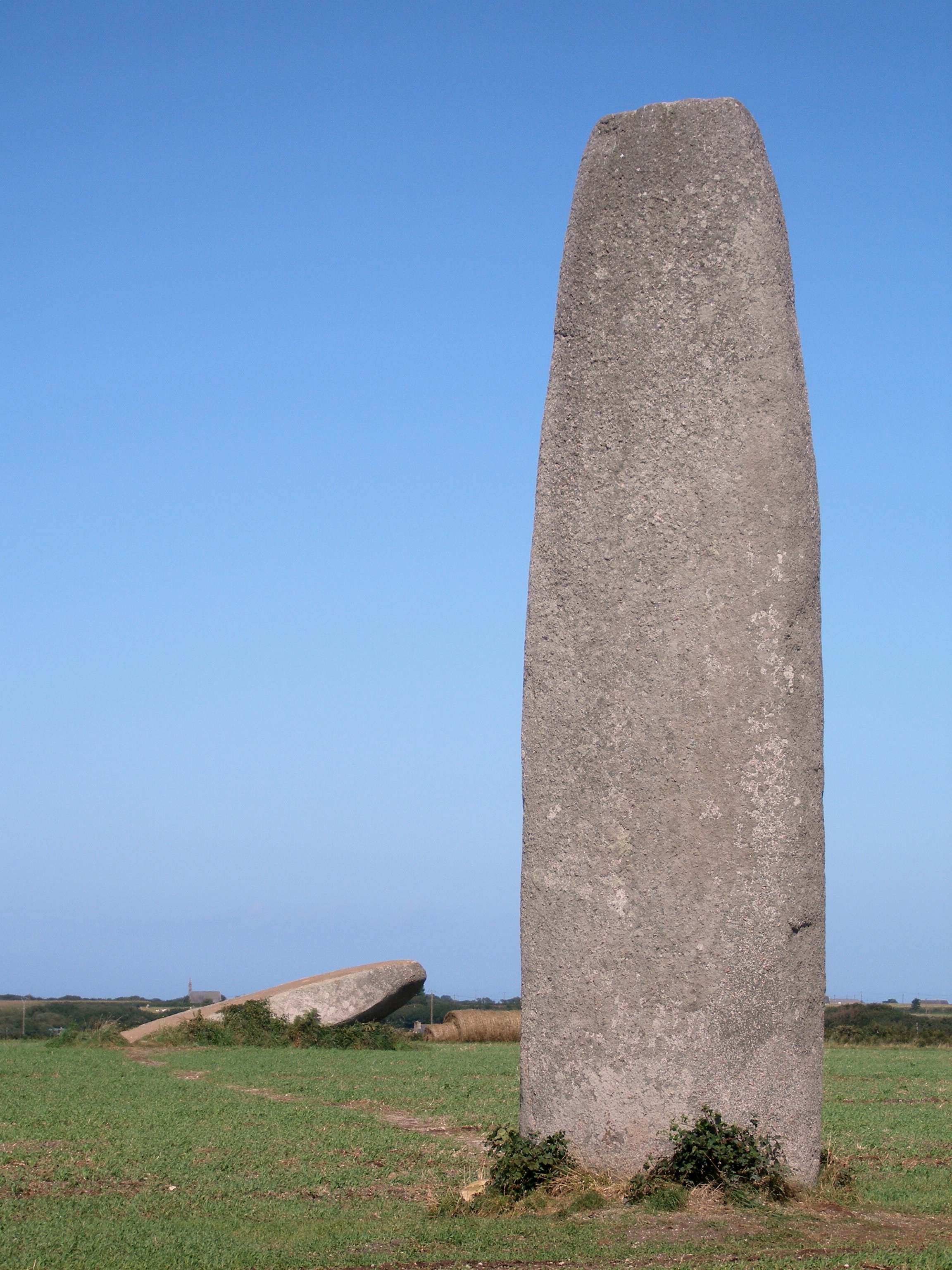
Menhirs de Kergadiou